# Allmannshausen (Berg)

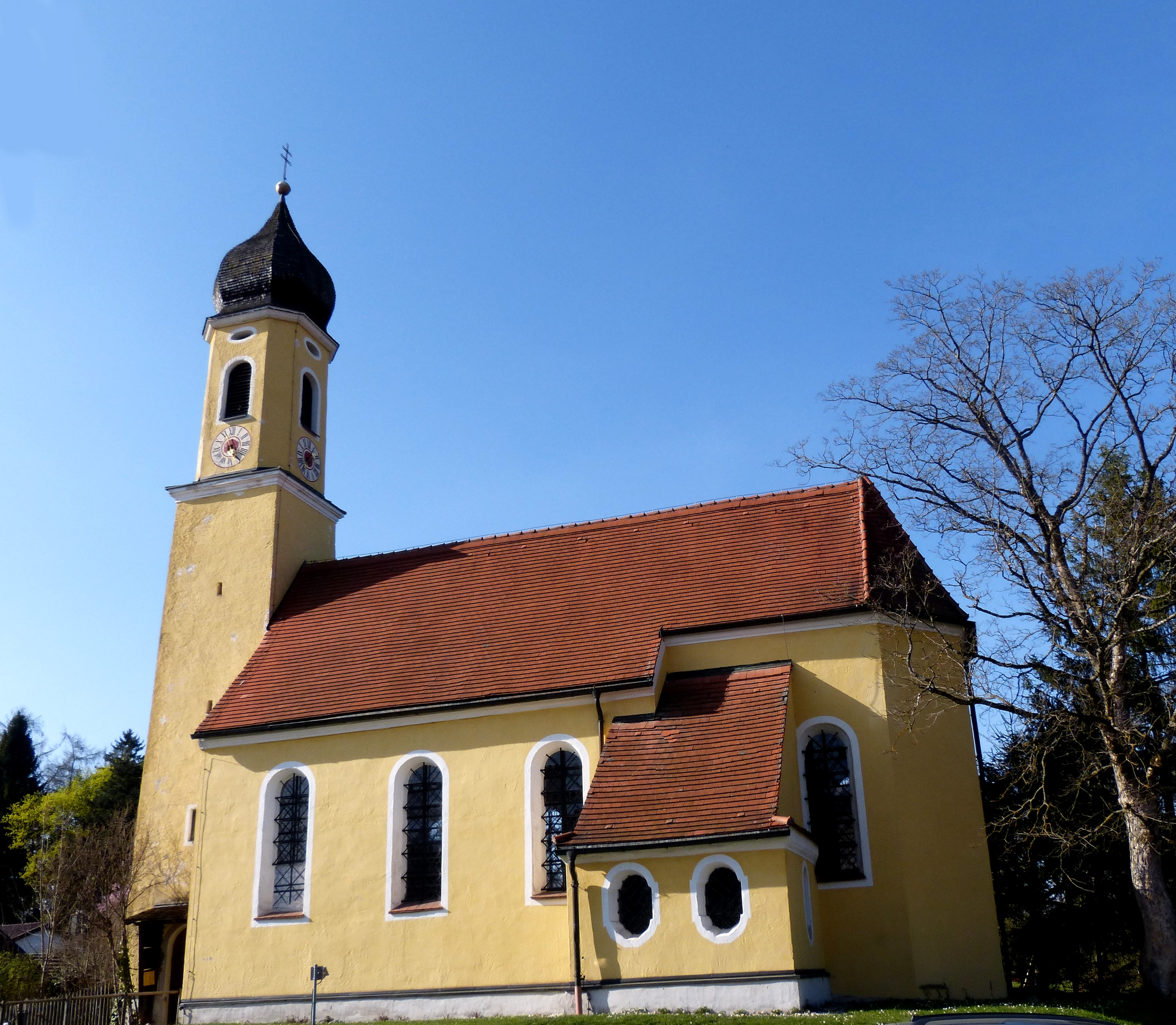
Filialkirche St. Valentin in Allmannshausen

Allmannshausen ist ein Gemeindeteil von Berg im oberbayerischen Landkreis Starnberg. Das Kirchdorf am Starnberger See ist über die Staatsstraße 2065 zu erreichen.

## Geschichte
Die Siedlung wird 1524 als Almatzhausen genannt. Es liegt ein bajuwarischer Personenname wie Altman/Altmar/Almbert zugrunde.
Nach wechselnden Besitzern kam die Hofmark Allmannshausen 1611 in den Besitz der Freiherren von Hörwarth, die sie bis 1800 in Familienbesitz hatten. Die Familie Hörwarth war ein Augsburger Bürgergeschlecht, das bis ins 11. Jahrhundert zurückreicht. Drei Hörwarths hatten 1456 Kaiser Friedrich III. zur Krönung nach Rom begleitet und wurden 1459 vom Kaiser in den Ritterstand erhoben. Die bayerische Linie begründete Hans Paul Hörwarth, der 1554 von Kaiser Karl V. in den Reichsfreiherrnstand erhoben wurde. Sein Enkel, Hans Georg Hörwarth zu Hohenburg, ließ 1651 den barocken Neubau der Kirche St. Valentin in Allmannshausen errichten.
Im Jahr 1943, während des Zweiten Weltkriegs, verbrachte der italienische Außenminister Galeazzo Ciano, Schwiegersohn von Benito Mussolini, zusammen mit seiner Frau Edda Ciano und seinen Kindern einige Wochen in einer Villa in Allmannshausen, bis Mussolini ihn verhaften und nach Italien zurückbringen ließ.

## Baudenkmäler
Siehe auch: Baudenkmäler in Allmannshausen
- St. Valentin (Allmannshausen), erbaut 1651
- Schloss Allmannshausen

## Persönlichkeiten
- Die Schauspielerin Cordula Trantow lebte in Allmannshausen.[1]